# 2-Метил-2-нитрозопропан
2-Метил-2-нитрозопропан (t-нитрозобутан) — химическое соединение из группы нитрозосоединений. Образуется при каталитическом окислении (CH3)3CNH2 перекисью водорода и вольфрамата натрия. В чистом виде — белые кристаллы, легко возгоняются. В зависимости от температуры и растворителя растворы могут быть бесцветными или иметь голубой цвет.
Способен присоединять свободные радикалы с образованием более стабильных нитроксильных радикалов, обнаруживаемых методом ЭПР:
Применяется в химии и биологии как спиновая ловушка свободных радикалов, в особенности тирозильных радикалов.